# 教大駅 (大邱広域市)
教大駅（キョデえき）は、大韓民国大邱広域市南区にある大邱交通公社1号線の駅である。駅番号は128。

## 駅構造
- 相対式ホーム2面2線の地下駅。

## 駅周辺
- 大邱教育大学校 - 駅名の由来。
- 大邱高等学校
- 慶北芸術高等学校
- 慶北女子商業高等学校
- 南大邱郵便局
- 南区保健所
- 大邱広域市教育情報院

## 歴史
- 1997年11月26日 - 開業

## 隣の駅
大邱交通公社
●1号線
嶺大病院駅（127） - 教大駅（128） - 明徳駅（129）